# دن دیر
دَن دِیر (به انگلیسی: Dan Dare) یک قهرمان بریتانیایی کمیک علمی–تخیلی است که توسط کارتونیست فرانک همپسون خلق شده‌است و همچنین نخستین داستان آن را نیز نگاشته‌است. دِیر از سال ۱۹۵۰ تا ۱۹۶۷ در داستان کمیک ایگل، تحت عنوان دن دیر، خلبان آینده (و متعاقباً در چاپ‌های مجدد از ۱۹۸۲ الی ۱۹۹۴) حضور پیدا کرد، و هفت بار در هفته در رادیو لوکزامبورگ به نمایش درآمد (۱۹۵۱–۱۹۵۶).
تنها ظرف چند روز پس از انتشار، این کمیک که متشکل از ۲۰ صفحه بود و ۸ صفحه آن به‌طور کامل از رنگ‌های خیره کننده‌ای تشکیل شده بود، تقریباً ۱ میلیون نسخه در هفته به فروش رساند. دنیل مک‌گرگور دِیر خلبان برتر ناوگان فضایی بین‌المللی زمین بود و وظیفه رهبری مأموریت‌ها و سفر به هر سیاره‌ای در منظومه شمسی و فراتر از آن را به عهده داشت. نبرد او با دشمن شیطانی و دیرینه‌اش «مکون»، در کنار ده‌ها شخصیت بدذات میان کهکشانی موضوع اصلی این افسانه هستند.
مجموعه در اواخر دهه ۱۹۹۰ (میلادی) روایت می‌شود، اما دیالوگ و رفتار شخصیت‌ها یادآور فیلم‌های جنگی بریتانیا در دههٔ ۱۹۵۰ هستند. دَن دِیر به عنوان «بیگِلز در فضا» به تصویر کشیده می‌شود، و معادل بریتانیایی شخصیت اپرای فضایی باک راجرز است. دن دیر برای داشتن روایت طویل، خط داستانی پیچیده، گفتگو شفاف و سرزنده و طراحی بسیار دقیق کار هنری داستان مصور اثر همپسون و دیگر هنرمندان شامل هارولد جانز، دان هارلی، بروس کرنول، گرتا تاملینسون، فرانک بلامی و کیث واتسون شناخته شده‌است.
دن دیر در مجله کمیک بریتانیایی ۲۰۰۰ پس از میلاد از سال ۱۹۷۷ تا ۱۹۷۹، و مجموعه مجدداً راه‌اندازی شده ایگل بین سال‌های ۱۹۸۲ تا ۱۹۹۴ بازگشت. جدیدترین داستان اصلی دن دیر مینی‌سریال منتشر شده توسط ویرجین کامیکس در سال ۲۰۰۷ و ۲۰۰۸ بود. این سریال توسط گارث انیس نوشته شده و به‌وسیلهٔ گری ارسکین طراحی شده‌است و تفسیری کاملاً جدید و تا حدودی تاریک‌تر از دن دیر را به تصویر می‌کشد. با این حال از اکتبر ۲۰۰۳، ماجراجویی دیر در اسپیس شیپ اِوِی، مجله سفارش پستی خلق شده توسط راد برزیلی ادامه پیدا کرد. شرح بیانیه مأموریت دنبالهٔ ماجراجویی‌های اصلی دیر تا جای ممکن به سبکی نزدیک به استریپ کلاسیک از جایی بود که داستان ایگل متوقف شده بود.

## خاستگاه
دن دِیر با نام کامل سرهنگ دنیل مک‌گرگور دیر، در منچستر، انگلستان به دنیا آمد. او پسر کاپیتان مک‌گرگور دِیر، فرمانده آزمون خلبانی برای کشتی‌های فضایی در کیهان بود. اگرچه او یک ابرقهرمان محسوب نمی‌شود، اما گاهی از عهده خلبانی در شرایط بسیار دشوار برمی‌آمد و اغلب ثابت کرده به‌طور باورنکردنی خوش‌شانس است. او در زمینه هنر رزمی جوجیتسو مهارت دارد، اما اغلب راه حل‌های غیر خشونت‌آمیز را برای رهایی از شرایط نامساعد پیدا می‌کند. او با حس شرافت پیوند خورده بود، هرگز دروغ نمی‌گفت، و ترجیح می‌داد بمیرد تا اینکه کلام خود را پس بگیرد.